# 8616 Fogelquist
8616 Fogelquist è un asteroide della fascia principale. Scoperto nel 1980, presenta un'orbita caratterizzata da un semiasse maggiore pari a 2,3308074 au e da un'eccentricità di 0,1743073, inclinata di 5,25232° rispetto all'eclittica.
L'asteroide è dedicato all-astronomo amatoriale svedese Rune Fogelquist.